# 厄瓜多尔马列主义共产党
厄瓜多尔马列主义共产党（西班牙語：Partido Comunista Marxista-Leninista del Ecuador），简称厄马列共（PCMLE），是厄瓜多尔的一个霍查主义政党，是马列主义政党和组织国际会议 (团结和斗争)成員。1964年8月1日，原厄瓜多尔共产党内部的亲中派建立该党。
1970年代末中阿决裂时，该党选择追随阿尔巴尼亚劳动党领袖恩维尔·霍查，与毛派决裂。
1978年，厄瓜多尔马列主义共产党创建用以参加选举的外围组织民主人民运动；2014年，改建人民团结。
厄瓜多尔马列主义共产党曾经对它的成员进行军事训练，并组建武装组织人民战士团体，在厄瓜多尔武装袭击资本家和政府官僚。
该党实际控制群众组织人民阵线。